# Echo Park (album)
Pour les articles homonymes, voir Echo Park.
Albums de Feeder
Yesterday Went Too Soon
(1999) Comfort in Sound
(2002)
Singles
1. Buck Rogers
Sortie : 8 janvier 2001
2. Seven Days in the Sun
Sortie : 2 avril 2001
3. Turn
Sortie : 2 juillet 2001
4. Just A Day
Sortie : 10 décembre 2001

Echo Park est le nom du troisième album studio du groupe britannique Feeder, sorti le 23 avril 2001. 
Lors de sa sortie, le groupe s'est fait remarquer par son single Buck Rogers, franc succès, ayant atteint la 5e place des charts au Royaume-Uni. Suivirent les singles Seven Days In The Sun (14e), et Turn (27e).
L'album fut élu no 25 du meilleur album de rock britannique de tous les temps par les lecteurs du magazine Kerrang! en 2005.
Un quatrième single, Just A Day, fut mis en vente avec de nouvelles versions de l'album, étant à l'origine une B-side de Seven Days In The Sun. Il devint finalement le single le plus vendu du groupe, atteignant la place de 12e place dans les charts UK.

## Différentes versions

### Version Royaume-Uni/Irlande
1. Standing On The Edge
2. Buck Rogers
3. Piece by Piece
4. Seven Days In The Sun
5. We Can't Rewind
6. Turn
7. Choke
8. Oxygen
9. Tell All Your Friends
10. Under The Weather
11. Satellite News
12. Bug

### Version reste Europe
1. Standing On The Edge
2. Buck Rogers
3. Piece by Piece
4. Seven Days In The Sun
5. We Can't Rewind
6. Turn
7. Choke
8. Oxygen
9. Tell All Your Friends
10. Under The Weather
11. Bug

### Version Japon/Corée
1. Standing On The Edge
2. Buck Rogers
3. Piece by Piece
4. Seven Days In The Sun
5. We Can't Rewind
6. Turn
7. Choke
8. Oxygen
9. Tell All Your Friends
10. Under The Weather
11. Bug
12. Just A Day
13. Purple
14. Heads
15. 21st Century Meltdown

### Version Australie
1. Standing On The Edge
2. Buck Rogers
3. Piece by Piece
4. Seven Days In The Sun
5. We Can't Rewind
6. Turn
7. Choke
8. Oxygen
9. Tell All Your Friends
10. Under The Weather
11. Bug
12. High
13. Descend

## Classements
| Chart (2001)   | Position |
| -------------- | -------- |
| Charts UK      | #5       |
| Charts Irlande | #54      |